# Винадио
Вина́дио (итал. Vinadio) — коммуна в провинции Кунео в Италии с населением 806 человек.
Расположена на северо-западе Италии в долине реки Стура.
Известна своим курортом Термы Винадио с сероводородными источниками.
Родина знаменитой итальянской лыжницы Стефании Бельмондо.
Покровительницей коммуны почитается Пресвятая Богородица (Madonna del Vallone). Праздник города 7 апреля.

## Достопримечательности
1. Крепость Альбертино (1834—1849)
2. Церковь Святого Флоренцио (XV в.)
3. Святилище Святой Анны (XVII в.)
4. Часовня Святого Бернольфа

## Экономика
Коммуна в основном живёт за счёт сельского хозяйства и туризма. Развита обработка лекарственных трав для изготовления ликёров.